# Dylan Minnette
Dylan Christopher Minnette (n. 29 decembrie 1996, Evansville, Indiana, SUA) este un actor și cântăreț american. Este cunoscut pentru rolul lui Clay Jensen din serialul Netflix 13 Reasons Why. El este, de asemenea, vocalistul principal și chitaristul ritmic al trupei americane de rock alternativ Wallows.

## Filmografie

### Film
- 2006: The Year Without a Santa Claus ... Iggy Thistlewhite
- 2007: Game of Life ... Billy
- 2007: Fred Claus ... Orphanage kid
- 2008: Snow Buddies ... Noah Framm
- 2008: The Clique ... Todd Lyons
- 2010: Let Me In ... Kenny
- 2013: Labor Day ... Henry Wheeler (16 år gammel)
- 2013: Prisoners ... Ralph Dover
- 2014: Alexander and the Terrible, Horrible, No Good, Very Bad Day ... Anthony Cooper
- 2015: Goosebumps ... Zach Cooper
- 2016: Don't Breathe ... Alex
- 2018: The Open House ... Logan Wallace
- 2022: Scream ... Wes Hicks

### Televiziune
- 2005: Drake & Josh ... Jeffrey
- 2005: Two and a Half Men ... Young Charlie Harper
- 2005–2006: Prison Break ... Young Michael Scofield
- 2006: Mad TV ... Billy
- 2007–2010: Saving Grace ... Clay Norman
- 2007: Grey's Anatomy ... Ryan (boy with no ears)
- 2008: Ghost Whisperer ... Pierce Wilkins
- 2008: Rules of Engagement ... Nicky
- 2008: The Mentalist ... Frankie O'Keefe
- 2009: Supernatural ... Danny Carter
- 2010: Lost ... David Shephard
- 2010: Medium ... Cameron
- 2010–2011: Men of a Certain Age ... Reed
- 2011: Lie to Me ... Noah
- 2011: Against the Wall ... Ryan Spencer
- 2011: The Haunting Hour: The Series ... Corey / Chad
- 2012: Awake ... Rex Britten
- 2012: Law & Order: Special Victims Unit ... Luca Gabardelli
- 2012: Major Crimes ... Avi Strauss
- 2013: Nikita ... Stefan Tasarov
- 2013: Save Me ... Ben Tompkins
- 2014: Agents of S.H.I.E.L.D. ... Donnie Gill
- 2014: Scandal ... Fitzgerald "Jerry" Jr.
- 2017–2020: Cele treisprezece motive ... Jensen
- 2022: The Dropout ... Tyler Shultz